# Ernst Herz (Eiskunstläufer)
Ernst Herz war ein österreichischer Eiskunstläufer, der im Einzellauf startete. Er gewann die Eiskunstlauf-Europameisterschaft 1908.
Bei der Eiskunstlauf-Europameisterschaft 1906 wurde Herz Zweiter hinter Ulrich Salchow, bei der Eiskunstlauf-Europameisterschaft 1907 Dritter und 1908 schließlich Europameister vor Nikolai Panin. Bei der Weltmeisterschaft 1909 gewann er die Bronzemedaille hinter den Schweden Ulrich Salchow und Per Thorén. Herz war Mitglied des Cottage Eislaufvereins und gehörte viele Jahre dem Vorstand des Österreichischen Eiskunstlaufverbandes an.

## Ergebnisse
| Wettbewerb / Jahr               | 1906 | 1907 | 1908 | 1909 |
| ------------------------------- | ---- | ---- | ---- | ---- |
| Weltmeisterschaften             |      |      |      | 3.   |
| Europameisterschaften           | 2.   | 3.   | 1.   |      |
| Österreichische Meisterschaften |      | 1.   |      |      |

| Personendaten    | Personendaten                   |
| ---------------- | ------------------------------- |
| NAME             | Herz, Ernst                     |
| KURZBESCHREIBUNG | österreichischer Eiskunstläufer |
| GEBURTSDATUM     | 19. Jahrhundert                 |
| STERBEDATUM      | nach 1909                       |